# Philippe-Gaétan Mathieu de Faviers
Philippe-Gaëtan Mathieu-Faviers, baron Mathieu de Faviers, né le 11 décembre 1761 à Strasbourg et mort le 29 mars 1833 à Paris, est un administrateur militaire et homme politique français.

## Biographie
Fils d'un des premiers magistrats de la ville de Strasbourg, il appartenait à une famille qui fut appelée du parlement de Metz à la cour souveraine de Colmar, à l'époque de la réunion de l'Alsace à la France. Il est le frère de François-Jacques-Antoine Mathieu de Reichshoffen et de Jean-Michel Mathieu-Faviers.
Élève à l'École des mines de Paris en 1784, il fut chargé de missions du gouvernement pour la visite des Mines, Usines et bouches-à-feu en 1790, et s'engagea dans la garde nationale de Strasbourg en 1791.
Il prit du service dans l'administration de l'armée, franchit successivement tous les grades, commissaire des guerres le 1er octobre 1791, ordonnateur provisoire le 29 novembre 1794, ordonnateur titulaire le 13 juin 1795, commissaire général aux armées d'Helvétie et du Danube en 1799, et contribua à la victoire de Zurich. L'année suivante, il exerça les mêmes fonctions à l'armée du Rhin, sous Moreau, assista à la bataille d'Hohenlinden, puis fut nommé inspecteur général aux revues. 
Commandeur de la Légion d'honneur (15 prairial an XII), il fit la campagne d'Austerlitz, puis celle de Prusse, et, après Eylau, dut faire vivre la grande armée avec les seules ressources des magasins d'Elberg et de la Nogat. Il reçut, en témoignage de satisfaction, le titre d'ordonnateur en chef de la grande armée. 
Après la paix de Tilsitt, il alla en Espagne, le 4 octobre 1810, avec le titre d'intendant général de l'Armée du Midi de l'Espagne, et, sur l'ordre de l'Empereur, notifié par le major-général, il fut rappelé à la grande armée, comme ordonnateur en chef, le 30 août 1811. 
Nommé chevalier de Saint-Louis en 1814, il fut mis en non-activité en 1816, à la création des intendants militaires, ce corps ne comportant pas de grade équivalent au sien. 
Élu, le 22 août 1815, député du grand collège du Bas-Rhin, il siégea dans la minorité de la Chambre introuvable, fut créé baron le 24 décembre 1817, et admis à la retraite, le 10 octobre 1821, comme commissaire ordonnateur en chef. 
Le 20 avril 1831, il fut élevé à la dignité de grand officier de la Légion d'honneur, et, le 11 octobre 1832, à celle de Pair de France.
Il est inhumé au cimetière du Père-Lachaise (8e division).
Marié à Elisabeth Caroline de Franck, nièce de Bernard-Frédéric de Turckheim et belle-sœur d'Athanase Paul Renouard de Bussierre, il est le beau-père du baron Pierre Paul Denniée, intendant général de l'armée d'Afrique, et de Louis Charles François Lévisse de Montigny.

## Décorations
- Grand officier de la Légion d'honneur
- Chevalier de l'ordre royal et militaire de Saint-Louis